# Râul Tazlăul Mare
Râul Tazlăul Mare este un curs de apă, din bazinul râului Trotuș. El se unește cu Tazlăul Sărat în dreptul localității Tescani, județul Bacău pentru a forma râul Tazlău.

### Refereințe
- Administrația Națională Apelor Române - Cadastrul Apelor - București
- Institutul de Meteorologie și Hidrologie - Rîurile României - București 1971
- Ovidiu Gabor - Economic Mechanism in Water Management ]
- Trasee turistice - județul Bacău

## Hărți
- Harta munții Tarcău
- Ovidiu Gabor - Economic Mechanism in Water Management ][nefuncțională]